# Paso (The Nini Anthem)
Paso (The Nini Anthem) (conosciuta anche semplicemente come Paso) è un singolo del disc jockey spagnolo Sak Noel, pubblicato il 10 gennaio 2012.

## Tracce
Download Digitale
1. Paso (The Nini Anthem) – 3:17

CD Maxi
1. Paso (The Nini Anthem) (Radio Edit) – 3:21
2. Paso (The Nini Anthem) (Extended Edit) – 4:03

## Classifiche
| Classifica (2012) | Posizione massima |
| ----------------- | ----------------- |
| Austria           | 45                |
| Germania          | 66                |
| Russia            | 7                 |
| Ucraina           | 83                |